# جو ماكلولين (لاعب كرة قدم أمريكية)
جو ماكلولين (بالإنجليزية: Joe McLaughlin)‏ هو لاعب كرة قدم أمريكية أمريكي، ولد في 1 يوليو 1957 في ستونهام في الولايات المتحدة.